# سيمون كان
سيمون كان (بالإنجليزية: Simon Kane)‏ هو سائق سباق أسترالي، ولد في 9 أكتوبر 1967.

## وصلات خارجية
- سيمون كان على موقع DriverDB.com (الإنجليزية)